# Carl Eduard Martin
Carl Eduard (Carlos Eduardo) Martin (Jena, Alemania; 16 de septiembre de 1838-Puerto Montt, Chile; 28 de octubre de 1907), fue un médico alemán que residió gran parte de su vida en Chile, lugar donde además realizó de forma autodidacta diversos estudios sobre la geografía nacional.

## Biografía
Carl Martin provenía de una familia de notables académicos e intelectuales, pues fue hijo del célebre médico y científico Eduard Arnold Martin (1809-1875) y nieto del jurista y profesor de la Universidad de Heidelberg, Christoph Martin (1772-1857), lo cual da a entender que creció en un entorno formativo privilegiado para su época. Martin se tituló como médico en Berlín en 1861 y al año siguiente viajó a Brasil, país donde residió hasta 1864 como delegado de la legación prusiana, retornando luego a Alemania para ejercer su profesión. En 1869 volvió a Sudamérica, esta vez a Chile, permaneciendo breve tiempo en Santiago para revalidar su título de médico en la Universidad de Chile, trasladándose más tarde al sur, específicamente a la zona de Puerto Montt, residiendo también durante algunos años en Ancud, Archipiélago de Chiloé. En 1876 Martin viajó nuevamente a Alemania, regresando a Chile el año 1884 para establecerse durante el resto de su vida en Puerto Montt, ciudad donde ejerció como médico en el hospital local.
Martin se puede comprender como un investigador multifacético, prolífico, colaborativo y como un sujeto transnacional. Producto de su experiencia profesional, sus viajes y su elaboración y difusión de estudios de tipo geográfico, concentrados sobre todo en el contexto de Chile, se fortalecieron los contactos científicos chileno-alemanes.
Probablemente su más grande aporte en la geografía fue el libro “Landeskunde von Chile” (Geografía de Chile), editado por el geógrafo alemán Dr. Paul Stange (1861-1915) y publicado el año 1909 en Hamburgo, texto que puede considerarse para principios del siglo XX como uno de los estudios más completos sobre Chile escritos en idioma alemán, tanto así que el libro tuvo excelente recibimiento en Europa y fue reeditado en 1923. “Landeskunde von Chile” permitió al público germanohablante el reconocimiento de múltiples aspectos de la geografía física y humana de Chile, sobre todo en su zona sur-austral, siendo además fuente de información para estudios posteriores. Martin en este trabajo subrayó el notable potencial de la naturaleza nacional para los estudios científicos, en tanto que cuando se refirió a la zona de inmigración alemana entre Valdivia y Llanquihue, destacó las buenas condiciones naturales para desarrollar allí de manera intensiva el cultivo de papas y crianza de ganado.
Carl Martin falleció el año 1907 en la ciudad de Puerto Montt, descansando sus restos en el Cementerio General. Entre sus descendientes sobresale su hijo Christoph (Cristóbal) Martin, médico de destacada trayectoria en la ciudad de Concepción.

## Obras
La obra de Martin es amplia y puede dividirse en textos que abarcaron por una parte el área de la medicina y por otra el ámbito geográfico. Además de sus trabajos escritos, Martin realizó una serie de charlas y exposiciones en Europa.
Entre sus escritos más notables están: 
- Estudios sobre la pelvimetría esterna. Memoria de prueba para obtener el grado de Licenciado en la facultad de Medicina, por don Carlos Eduardo Martin, doctor en la Facultad de Medicina de Berlín, médico en Prusia i en el Brasil. Santiago: Anales de la Universidad de Chile, Tomo 2, 1869.
- Die Krankheiten im südlichen Chile: M. 1 Karte von S-Chile. (Enfermedades en el sur de Chile: Con 1 mapa del sur chileno). Berlín: 1885.
- Pflanzengeographisches aus Llanquihue uns Chiloé. (Geografía de las plantas de Llanquihue y Chiloé). Santiago de Chile: 1895.
- Landeskunde von Chile, (Geografía de Chile). Hamburgo: 1909. (Obra póstuma, reeditada en Alemania en 1923).